# Trichosirius octocarinatus
Trichosirius octocarinatus là một loài ốc biển nhỏ, là động vật thân mềm chân bụng sống ở biển trong họ Capulidae.